# ハバロフスク
ハバロフスク（ロシア語: Хабаровск, ラテン文字転写: Khabarovsk, ロシア語発音: [xɐˈbarəfsk]; 中国語: 伯力）は、ロシア極東部の都市で、ハバロフスク地方の中心都市である。人口は約62万人でロシア極東部では最大である。

## 概要

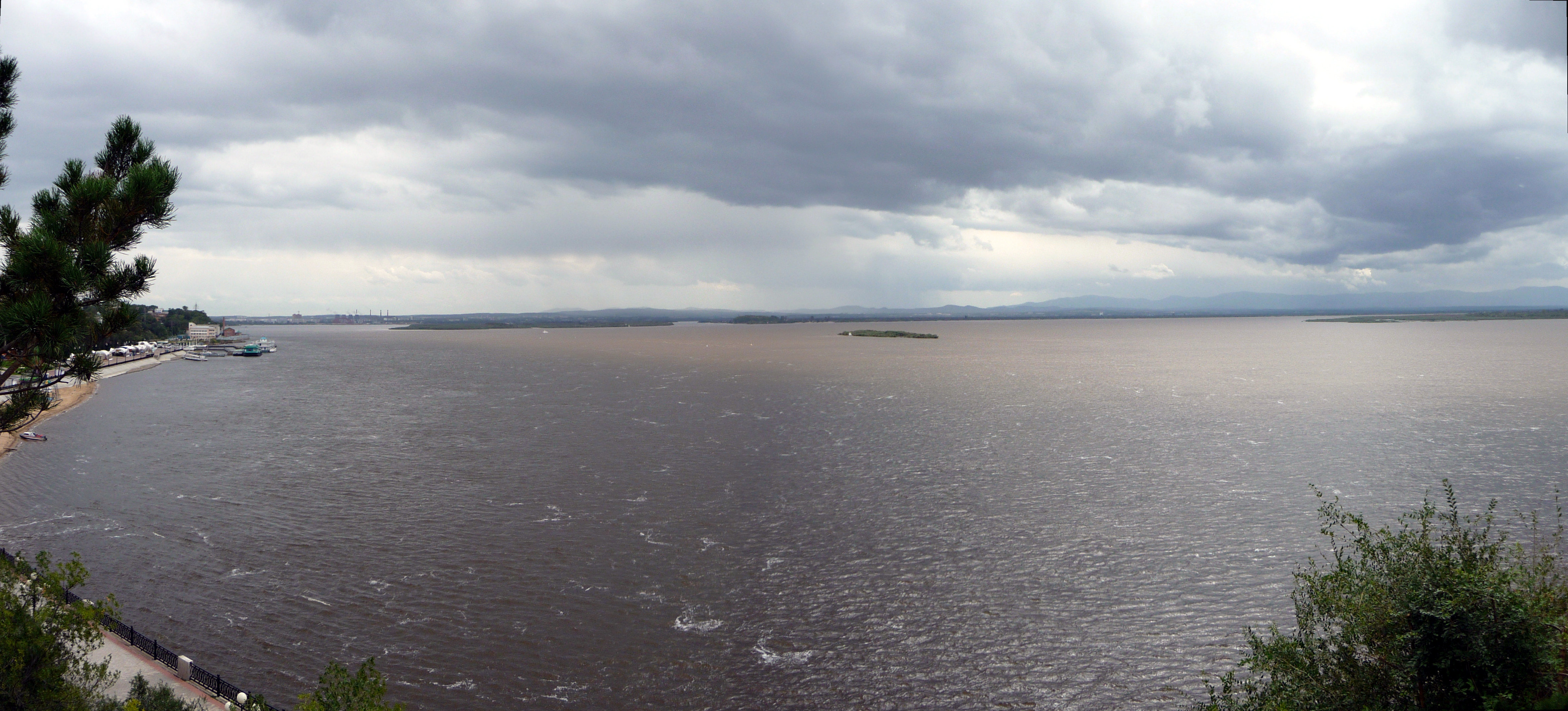
左奥から流れるウスリー川と中央奥から流れるアムール川が合流する地点

北緯48度42分、東経135度12分にある。アムール川の右岸中流域に位置し、ウスリー川との合流点のすぐ下流にある。
人口は、2019年に行われた国勢調査によると617,473人であった。地域経済の中心として機械工業や金属工業、木材業が発達している。
標準時はUTC+10のウラジオストク時間を採用している。

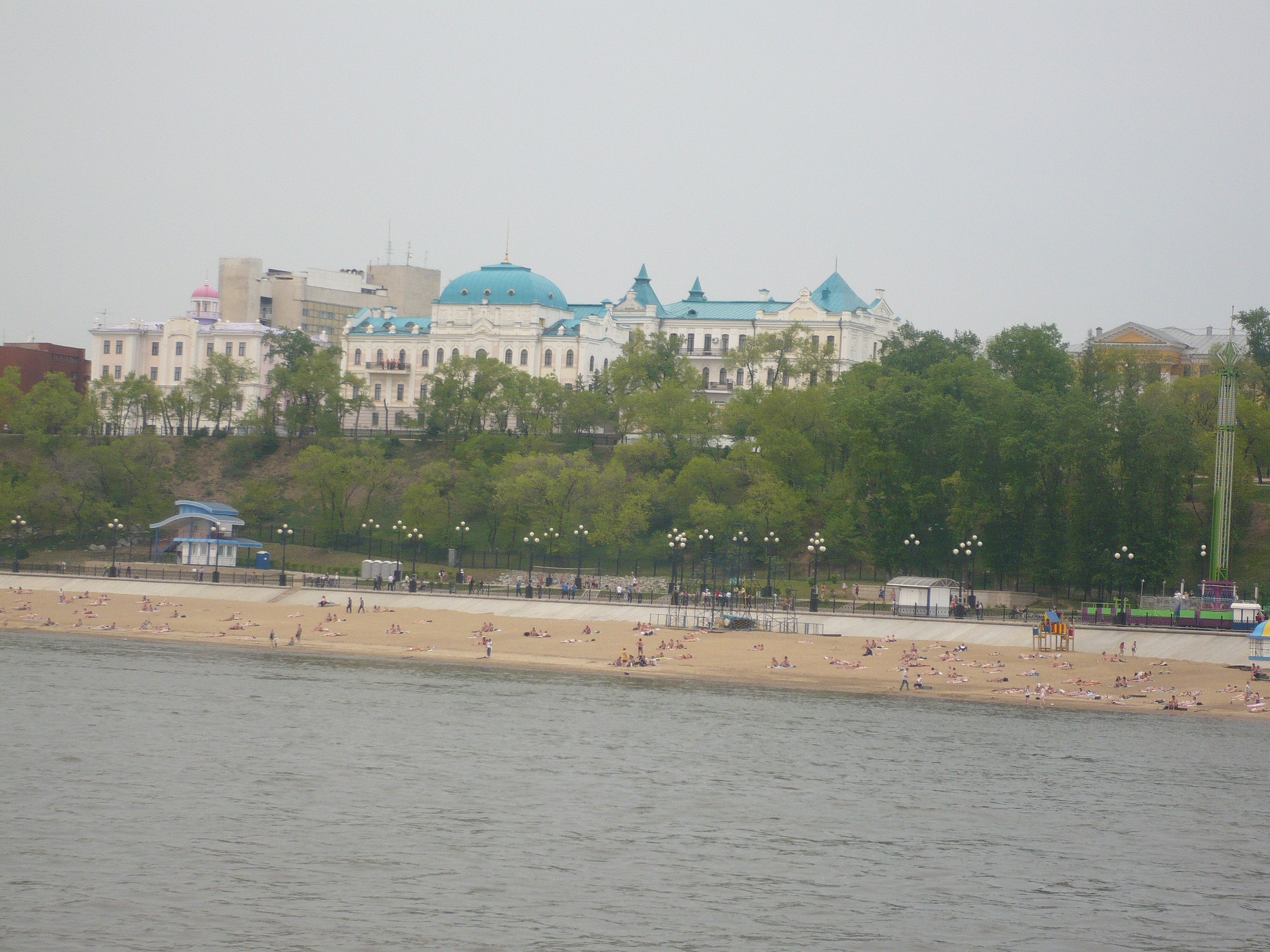
アムール川の岸辺の水浴客とハバロフスクの街並み

首都のモスクワからは遙かに遠く、シベリア鉄道経由で8,523 kmの距離、7時間の時差がある。一方、アムール川の対岸にある中国領からは30kmの距離にあり（中国はUTC+8なので、中国との時差は2時間）、アムール川とウスリー川の合流点にある大ウスリー島（中国名：黒瞎子島）は中ソ国境紛争の重要な係争地となっていた。なお、2004年に国境確定問題は決着し、大ウスリー島がロシアと中国の共同管理に置かれる事で合意したため、ハバロフスクに対する軍事上のリスクはほぼ完全に解消された。次いで2008年には国境線が最終的に確定した。
ハバロフスクはシベリア鉄道の重要な拠点であり、コムソモリスク・ナ・アムーレへ向かう支線の分岐点でもある。また、アムール川やウスリー川の水運にも恵まれるが、これらの川は冬季には長期間凍結する。

## 気候
ケッペンの気候区分によると、ハバロフスクは亜寒帯冬季少雨気候または湿潤大陸性気候に属する。寒暖の差が大きく気温の年較差、日較差が大きい顕著な大陸性気候である。
冬季は乾燥しており、基本的に晴天が続く。2011年1月14日にハバロフスクの最低気温記録である-40.0℃を観測している。

夏季は湿度が高く、年間降水量の70%が集中している。晴天の日には高温になることもある。2010年6月27日にハバロフスクの最高気温記録である36.4℃を観測している。
| ハバロフスク(1991～2020)の気候 | ハバロフスク(1991～2020)の気候 | ハバロフスク(1991～2020)の気候 | ハバロフスク(1991～2020)の気候 | ハバロフスク(1991～2020)の気候 | ハバロフスク(1991～2020)の気候 | ハバロフスク(1991～2020)の気候 | ハバロフスク(1991～2020)の気候 | ハバロフスク(1991～2020)の気候 | ハバロフスク(1991～2020)の気候 | ハバロフスク(1991～2020)の気候 | ハバロフスク(1991～2020)の気候 | ハバロフスク(1991～2020)の気候 | ハバロフスク(1991～2020)の気候 |
| 月                             | 1月                            | 2月                            | 3月                            | 4月                            | 5月                            | 6月                            | 7月                            | 8月                            | 9月                            | 10月                           | 11月                           | 12月                           | 年                             |
| ------------------------------ | ------------------------------ | ------------------------------ | ------------------------------ | ------------------------------ | ------------------------------ | ------------------------------ | ------------------------------ | ------------------------------ | ------------------------------ | ------------------------------ | ------------------------------ | ------------------------------ | ------------------------------ |
| 最高気温記録 °C （°F）         | 0.6 (33.1)                     | 6.3 (43.3)                     | 17.0 (62.6)                    | 28.6 (83.5)                    | 31.5 (88.7)                    | 36.4 (97.5)                    | 35.7 (96.3)                    | 35.6 (96.1)                    | 29.8 (85.6)                    | 26.4 (79.5)                    | 15.5 (59.9)                    | 6.6 (43.9)                     | 36.4 (97.5)                    |
| 平均最高気温 °C （°F）         | −14.9 (5.2)                    | −9.9 (14.2)                    | −1.0 (30.2)                    | 10.5 (50.9)                    | 19.2 (66.6)                    | 23.8 (74.8)                    | 26.8 (80.2)                    | 24.9 (76.8)                    | 19.7 (67.5)                    | 10.6 (51.1)                    | −2.8 (27)                      | −13.6 (7.5)                    | 7.8 (46)                       |
| 日平均気温 °C （°F）           | −19.2 (−2.6)                   | −14.9 (5.2)                    | −5.9 (21.4)                    | 4.8 (40.6)                     | 12.9 (55.2)                    | 18.0 (64.4)                    | 21.4 (70.5)                    | 19.9 (67.8)                    | 14.1 (57.4)                    | 5.4 (41.7)                     | −6.9 (19.6)                    | −17.4 (0.7)                    | 2.7 (36.9)                     |
| 平均最低気温 °C （°F）         | −23.1 (−9.6)                   | −19.6 (−3.3)                   | −10.7 (12.7)                   | −0.1 (31.8)                    | 7.3 (45.1)                     | 12.8 (55)                      | 16.8 (62.2)                    | 15.7 (60.3)                    | 9.4 (48.9)                     | 1.0 (33.8)                     | −10.4 (13.3)                   | −20.9 (−5.6)                   | −1.8 (28.8)                    |
| 最低気温記録 °C （°F）         | −40.0 (−40)                    | −35.1 (−31.2)                  | −28.9 (−20)                    | −15.1 (4.8)                    | −3.1 (26.4)                    | 2.2 (36)                       | 6.8 (44.2)                     | 4.9 (40.8)                     | −3.3 (26.1)                    | −15.6 (3.9)                    | −27.7 (−17.9)                  | −38.1 (−36.6)                  | −40 (−40)                      |
| 降水量 mm （inch）             | 13.1 (0.516)                   | 11.9 (0.469)                   | 22.1 (0.87)                    | 36.5 (1.437)                   | 69.5 (2.736)                   | 83.7 (3.295)                   | 137.1 (5.398)                  | 142.6 (5.614)                  | 84.6 (3.331)                   | 47.7 (1.878)                   | 25.5 (1.004)                   | 19.3 (0.76)                    | 693.6 (27.308)                 |
| 平均降雨日数                   | 0                              | 0                              | 0                              | 8                              | 16                             | 15                             | 15                             | 17                             | 15                             | 9                              | 1                              | 0                              | 96                             |
| 平均降雪日数                   | 14                             | 10                             | 10                             | 4                              | 0                              | 0                              | 0                              | 0                              | 0                              | 3                              | 10                             | 14                             | 65                             |
| % 湿度                         | 75                             | 72                             | 68                             | 63                             | 65                             | 74                             | 79                             | 83                             | 78                             | 67                             | 69                             | 73                             | 72.2                           |
| [ 要出典 ]                     |                                |                                |                                |                                |                                |                                |                                |                                |                                |                                |                                |                                |                                |

## 歴史

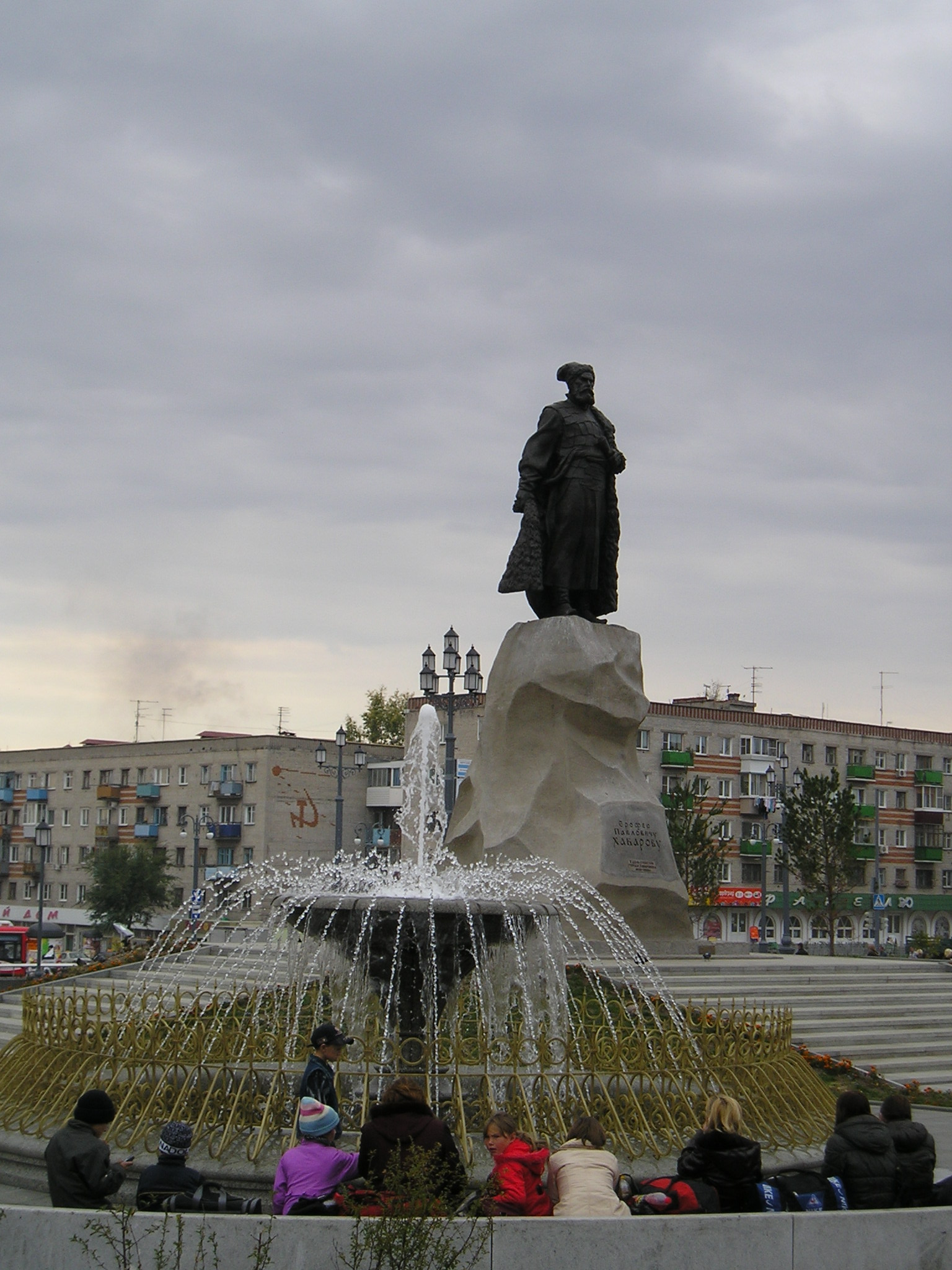
エロフェイ・ハバロフの銅像

1858年、アムール川を東進してきたロシア帝国の監視所がアムール川とウスリー川の合流点に建設され、17世紀のロシアの探検家エロフェイ・ハバロフにちなんで「ハバロフカ」と命名された（ハバロフはアムール川探検の際、現在のハバロフスク付近にアチャンスクという要塞を築き植民地化をもくろんだが、清軍などの攻撃により放棄している）。1860年の北京条約により、この町の中心部になるアムール川東岸（右岸）の地域は正式に清からロシアに割譲された。1895年には現在の「ハバロフスク」という名前になった。
その後はロシアの極東進出の拠点となり、1916年にはアムール川を渡る鉄橋（アムール川鉄橋、現在のハバロフスク橋）が完成して、シベリア鉄道が全線開通した（それまでは清国内を通る東清鉄道が極東の幹線だった）。1917年にロシア革命が起こると、極東地域は反革命軍が制圧し、1918年にはシベリア出兵により日本軍がハバロフスクを占領した。その後、1920年に日本軍は撤退して極東共和国が成立し、1922年に日本軍がシベリア出兵を終了すると、ハバロフスクはソビエト政権の支配下に入った。

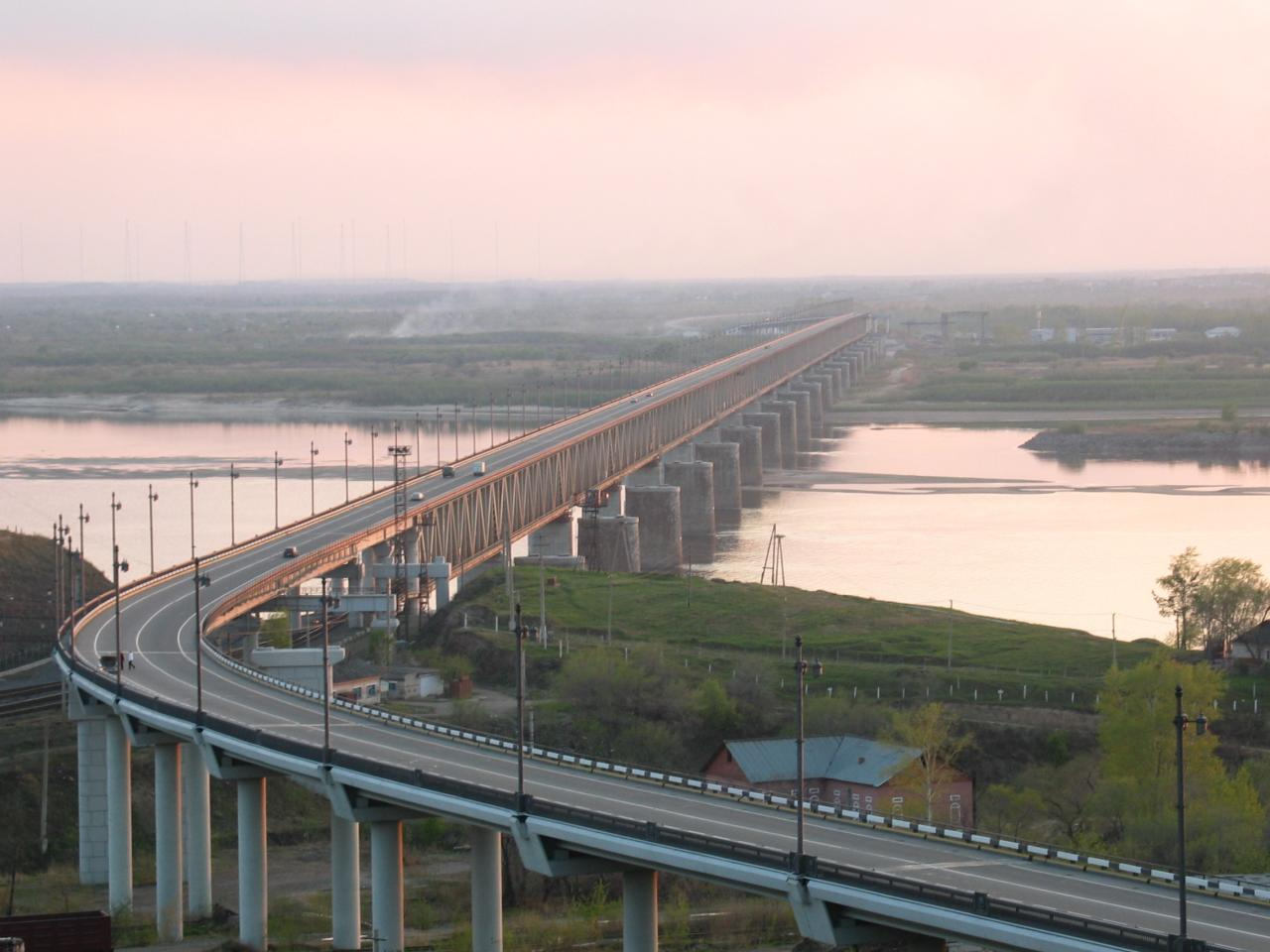
ハバロフスク橋

ソビエトもロシア帝国と同様にハバロフスクを極東開発の拠点として重視し、機械工業や金属工業などの重工業や、シベリアの豊かな森林資源を利用した木材業などの工業建設を進めた。また、極東では数少ない外国人開放都市と指定され、シベリア鉄道を利用する旅客や貨物の重要な拠点となった。その後、ペレストロイカによりウラジオストクなどが開放されても、経済や行政の中心地としての地位は維持した。
2000年にウラジーミル・プーチン大統領がロシア全土を7地区に分けた連邦管区制を導入すると、ハバロフスクは極東連邦管区の本部が設置され、名実ともに「ロシア極東部の首都」となっていたが、2018年12月にプーチン大統領が極東連邦管区の本部をウラジオストクに移転することを決定する大統領令に署名した。

## 交通

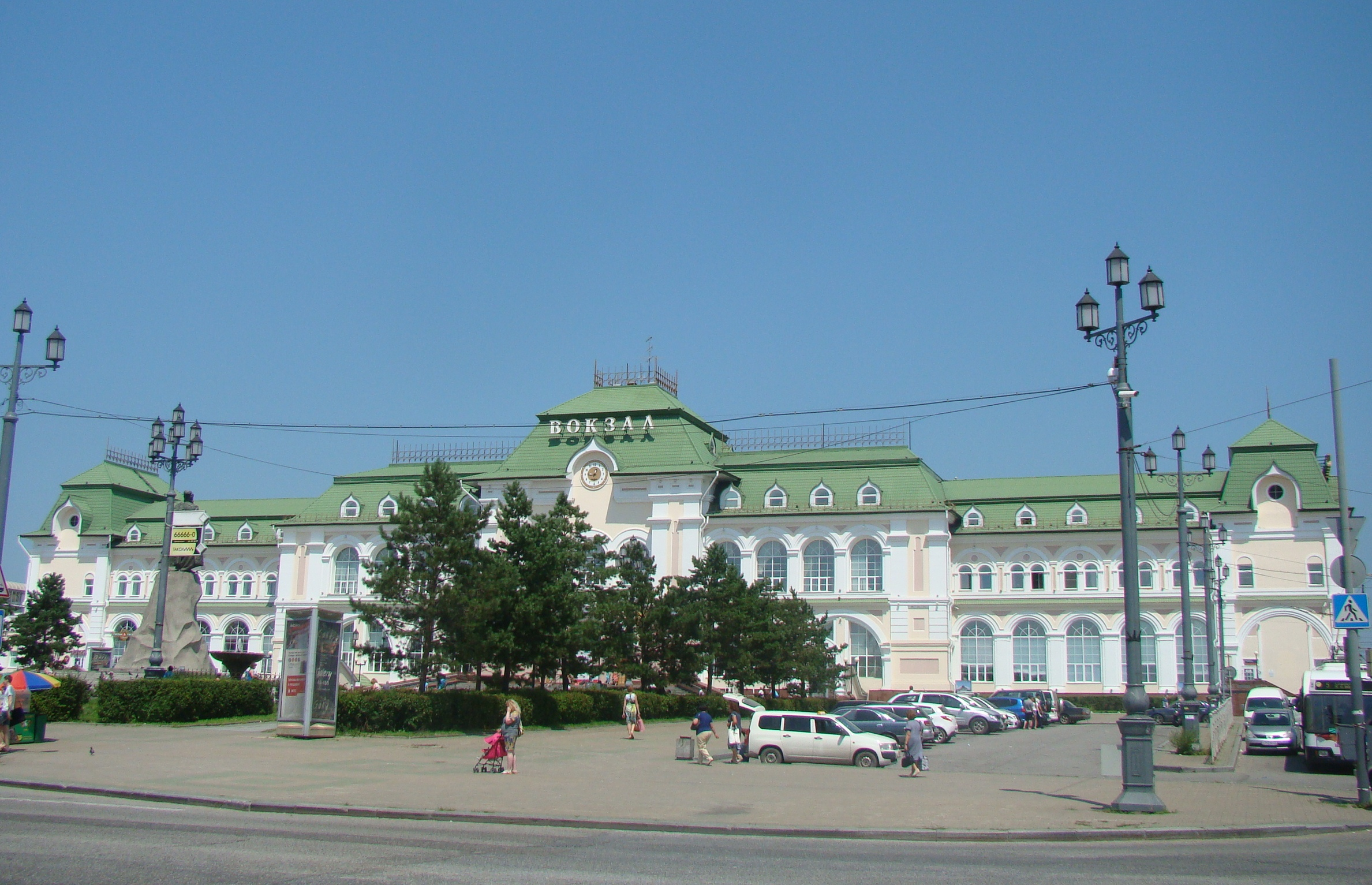
ハバロフスクI駅

- 市の中心部分（旧市街）はウスリー川がアムール川に合流するところの右岸（東側）にあり、市内はバス、路面電車（ハバロフスク市電）、タクシーなどが利用できる。市街地からアムール川を渡る橋はないが、北西郊外にハバロフスク橋がある。
- 主要道路はシベリア横断道路、鉄道はシベリア横断鉄道（ハバロフスクI駅）およびヴォロチャーエフカ・ジョムギ鉄道がある。また、アムール川とウスリー川の舟運も利用できる。
- 街の北東郊外にはハバロフスク空港があり、ロシア極東連邦管区の主要空港である。以前はダリアビア航空がここを本拠地としていたがいまはこの航空会社はなく、ハバロフスク～新潟（2010年春から成田も開始）路線などをウラジオストク航空に引き継ぎ、現在はサハリン航空と合併したオーロラ航空となっている。現在、日本線を運航しているのはS7航空である。2010年より、サハリン航空が札幌との間に直行便を運航開始したが、運休となった。なお、空港と市内の間にはトロリーバスが運行されている。

## 観光地
東のシベリア鉄道から西のアムール川にまたがる旧市街、郊外、近距離地帯には観光地も多い。
旧市街

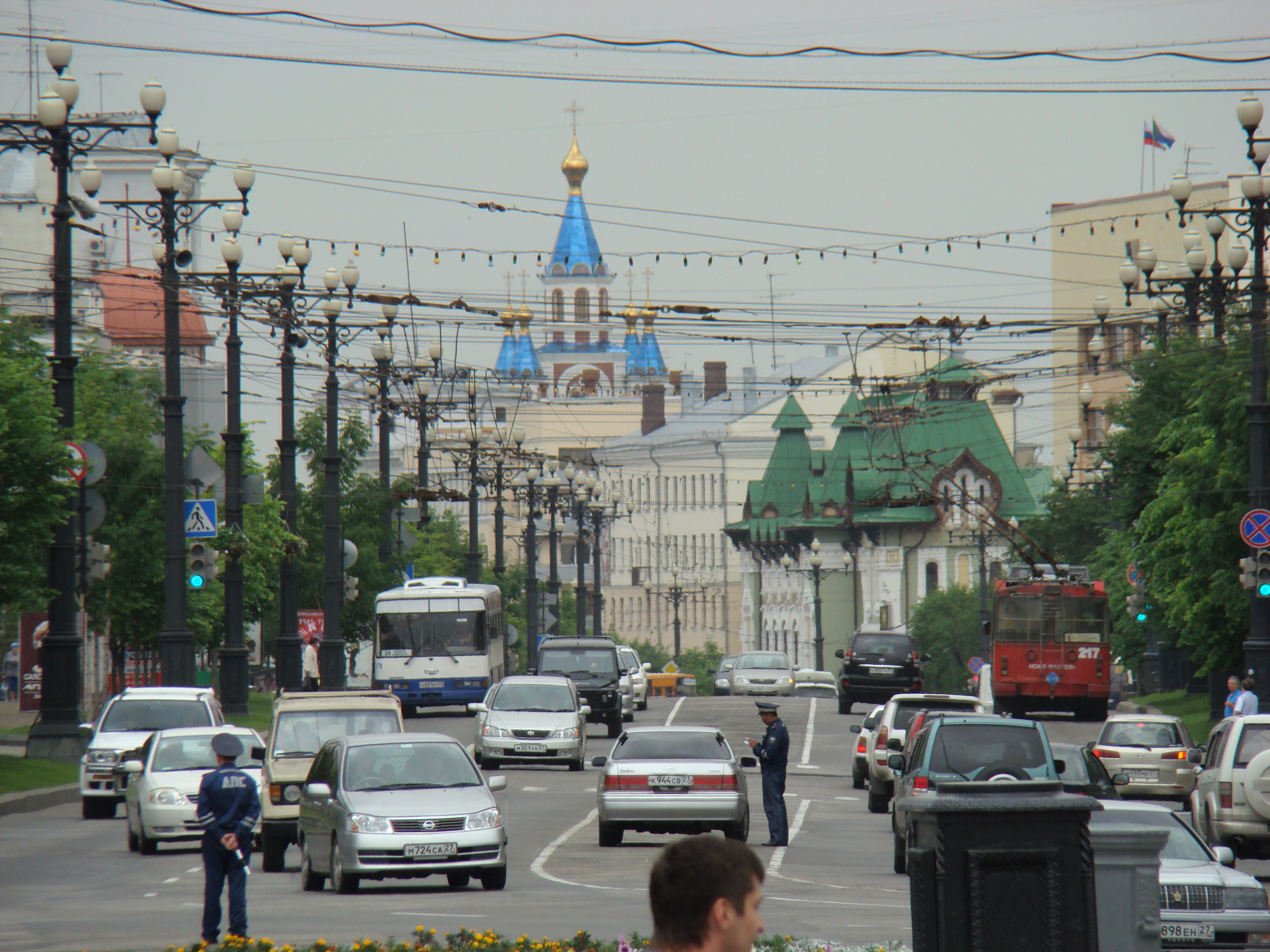
レーニン広場から見たムラヴィヨフ・アムールスキー通り。旧ドゥーマ（議会）ビルや生神女就寝大聖堂（ウスペンスキー聖堂）などが建つ

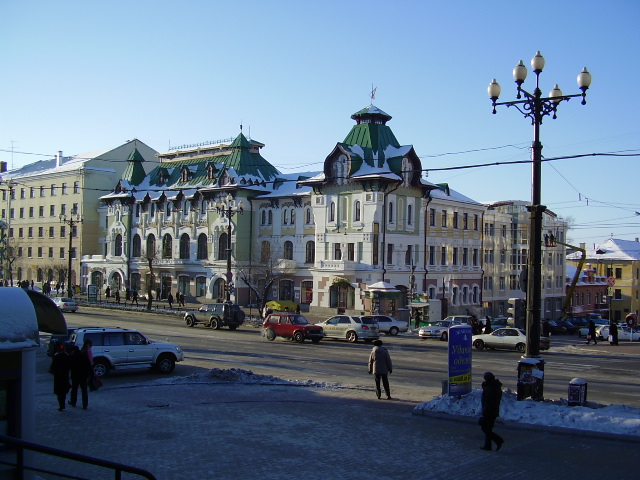
ハバロフスク市の旧ドゥーマ（議会）ビル。1907年から1909年にかけて建てられた

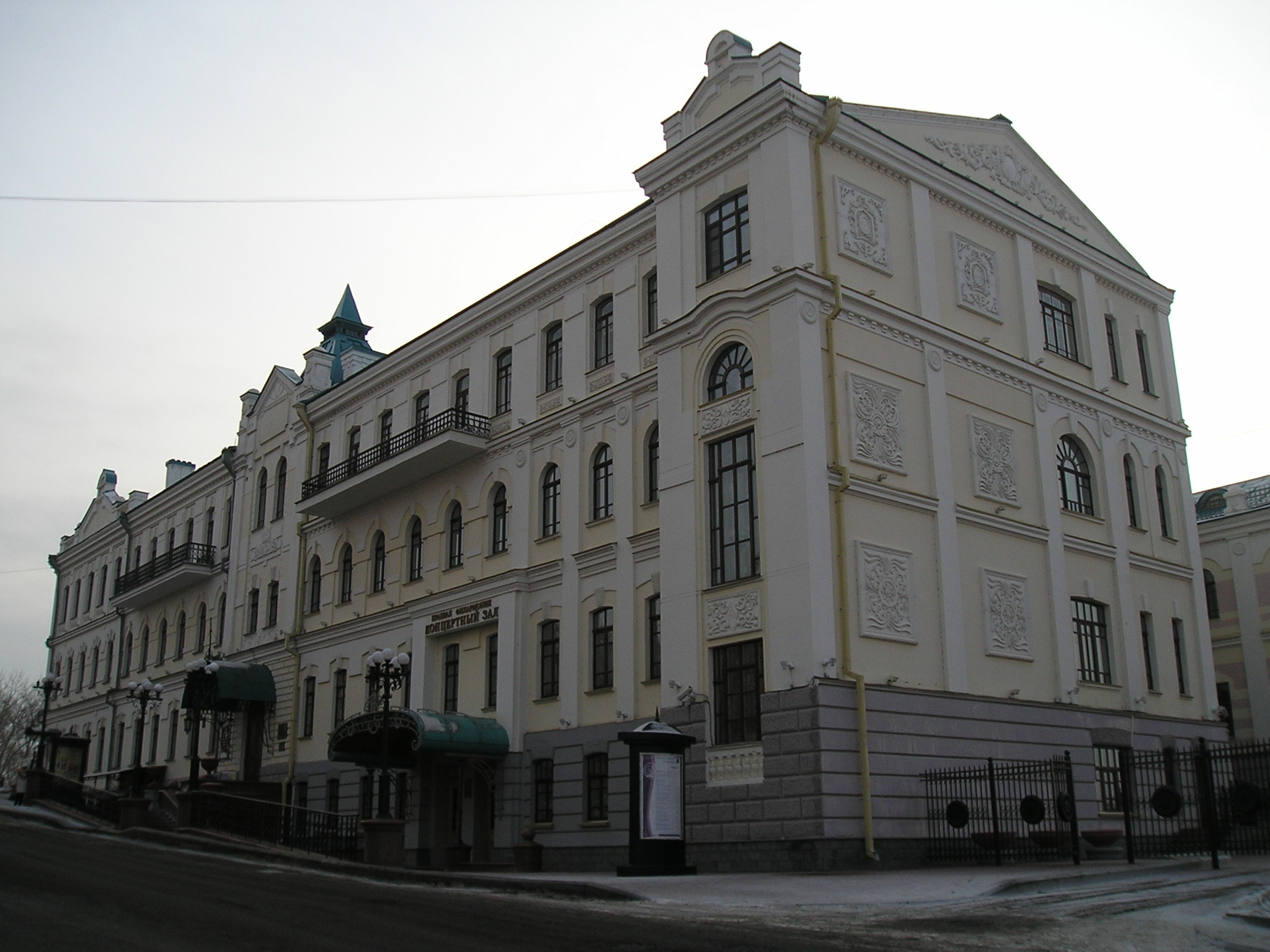
極東美術館

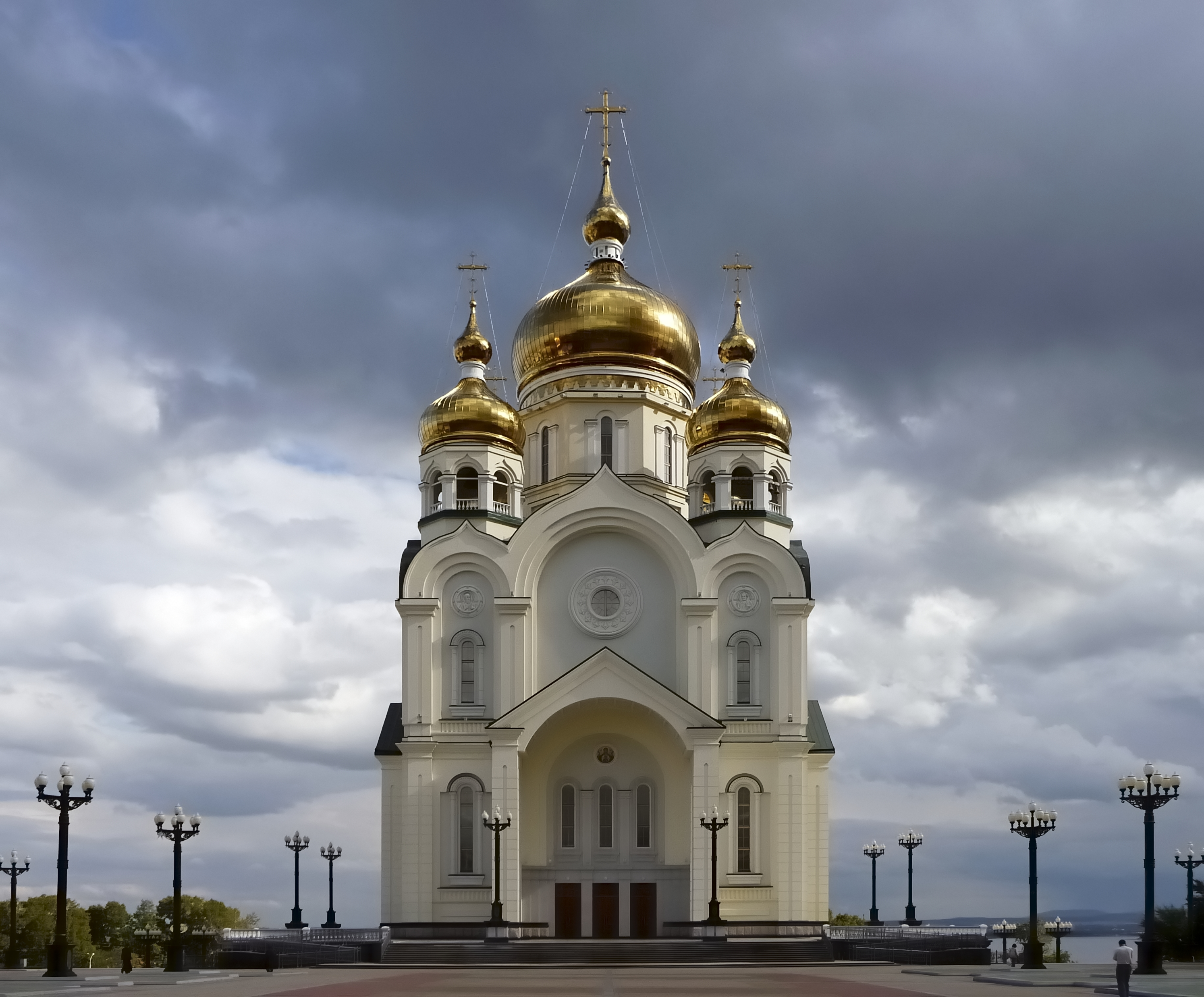
ハバロフスク救世主顕栄大聖堂（スパソ・プレオブラジェンスキー聖堂）

- ムラヴィヨフ・アムールスキー通り (Ulitsa Muravyova-Amurskovo、ロシア語: Улица Муравьёва-Амурского) - ハバロフスクを代表する繁華街
- アムールスキー大通り (Amursky Boulevard) - ハバロフスク駅前からアムール川を見下ろす崖（ウチョース）のある公園まで達する並木通り
- ディナモ公園 (Dinamo Park)
- 国立極東博物館 (Far Eastern State Museum)
- 極東美術館 (Far Eastern Art Museum)
- スパソ・ブラジェンスキー大聖堂 (Spaso-Preobrazhensky Cathedral)
- アムール川クルーズ (Amur River Cruises)

その他
- バーニャ
- アムール川水族館
- ガガーリン公園とサーカス
- ジンドラーリ（植物園）
- アムール川鉄橋歴史博物館

主なホテル
- パルスホテルHP«Parus»

郊外
- 子供鉄道 (Children's Railway)
- 日本人墓地 (Japanese Cemetery)

- 温泉
- スキー場
- キャンプ場

近距離地帯
- シカチ・アリャン村 (Sikachi-Alyan Village) -ナナイ人の村
- ビロビジャン (Birobidzhan)
- 中国黒龍江省撫遠 (Fuyuan, Heilongjiang Province, China)

## 教育
次のような大学がある。
- 太平洋国立大学 (英文名はPacific National University、以前のハバロフスク国立理工大学 Khabarovsk State University of Technology)
- 極東国立人文大学 (Far Eastern State University of Humanities、以前のハバロフスク国立教育学院 Khabarovsk State Pedagogical University) - ロシア・アジア学部での日本語教育が有名。[7][8]
- 極東国立医科大学 (Far Eastern State Medical University)
- ハバロフスク国立経済法律アカデミー (Khabarovsk State Academy of Economics and Law)
- 極東国立交通大学 (Far Eastern State Transport University)
- 極東国立公務員大学 (Far Eastern Academy of Government Services)
- 極東国立体育大学 (Far Eastern State Physical Education University)
- ハバロフスク国立芸術文化大学 (Khabarovsk State Institute of Arts and Culture)

## スポーツ

### プロスポーツチーム・社会人スポーツチーム
- FC SKAハバロフスク - ロシアサッカー・ファーストディビジョンに所属するチーム。
- HCアムール - KHL東部カンファレンス、チェルニシェフディビジョンに所属するアイスホッケーチーム。2008年にKHLへ参入。

## 日本との関係

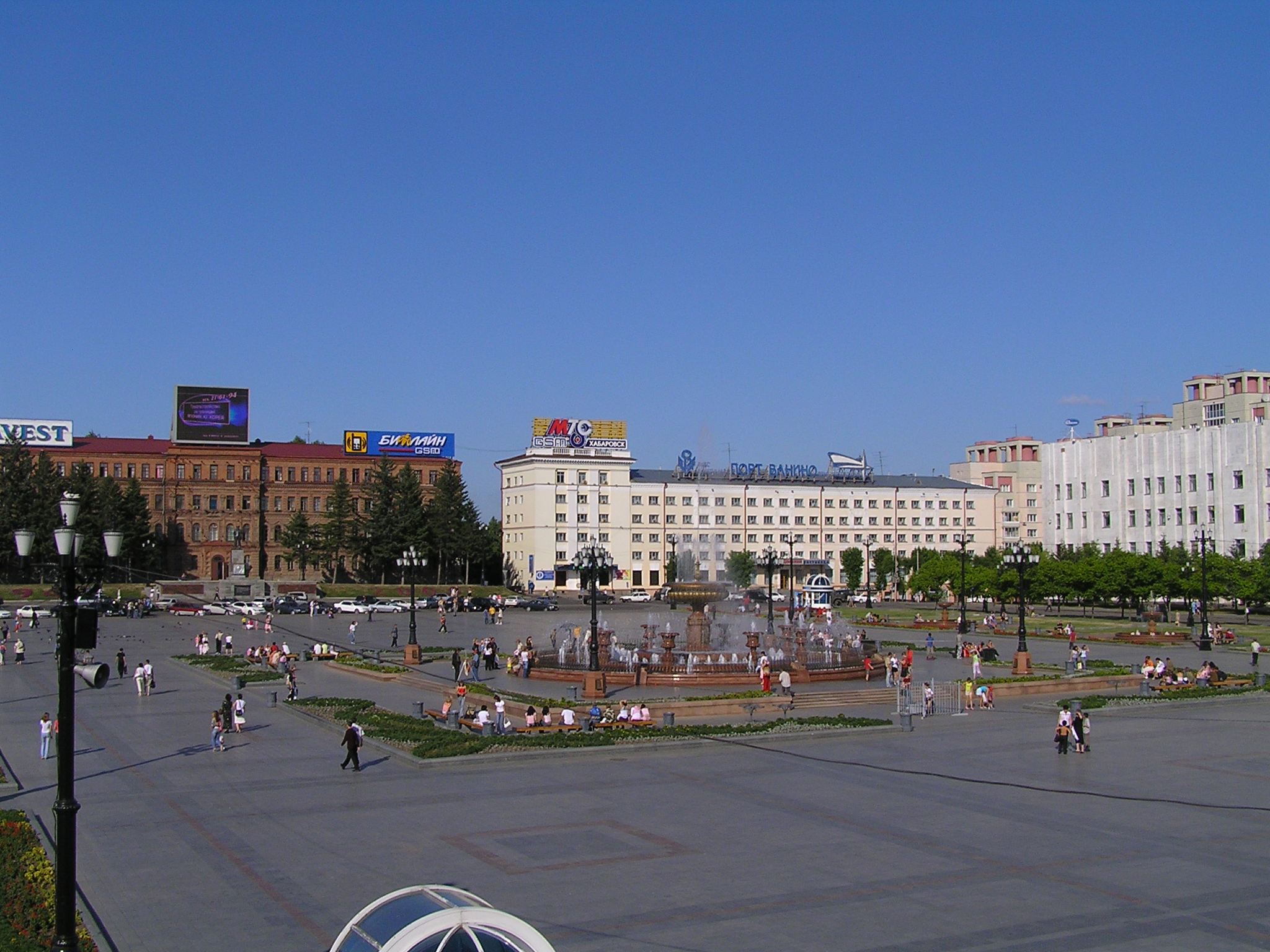
レーニン広場の風景

1917年のロシア革命前の、明治の終わりころから昭和初めまでおよそ600人の日本人居留民が滞在するなど日本とは交流は非常に盛んであった。日本人居留者は商業、運輸などのサービス業に従事していた。その代表的な人物は竹内一次であった。竹内は1896年にハバロフスクに渡り、写真屋を開業した。さらに、1910年には外国人で初めてハバロフスク・ウスペンスキー教会保有土地にロシア正教会の許可の元、大日本帝国極東貿易を設立した。大日本帝国極東貿易はホテルレストラン 百貨店の機能を持つ複合ビルで貴金属商ローゼンベルグ商会（スイス人）と衣服、靴、雑貨などの販売をしていた。
1918年から1920年には日本軍がハバロフスクを占領した。一方、第二次世界大戦後には満洲から多くの日本人が送られ、第16収容地区（ラーゲリ）に下士官や兵が、第45特別地区には高級将校らが収容された。このシベリア抑留では多くの日本軍将兵がこの近辺でも強制労働に従事させられ、その中の多くがこの地で没した。現在でも日本人墓地が維持され、近親者などによる墓参が行われている。また、一部の日本人向け観光コースにもここへの墓参が含まれている。
1956年に日ソ国交回復が実現すると、1961年に横浜からナホトカへの定期航路が開設された。ナホトカ港でソ連に入国した外国人旅行者は連絡列車でハバロフスクに向かうように指定された。モスクワや、ヨーロッパ方面など、ハバロフスク以遠を目指す場合でも、ここからは別の列車や航空機に乗り換える必要があった。そのため、ハバロフスクは極東経由でソ連を訪れる旅行者は必ず訪れる町となった。また、1962年には新潟市長がハバロフスクを訪問し、1965年に両市の姉妹都市提携が調印された。同年にはモスクワと共に出羽海親方を団長とした大相撲のソビエト公演が行われた。
1973年には新潟と結ぶ航空路がアエロフロートにより開設された（後に日本航空も運航）。この路線はその後長きにわたり、日本のみならず西側からソビエト極東地方へ向かう唯一の直行航空路線となっていた。同時に、新潟空港にとっても初の国際定期路線であり、同空港が北東アジアの各都市へ路線網を拡大するきっかけともなった。
ソビエト崩壊後もハバロフスクと日本との関係は深く、1993年には日本の総領事館が設置されている。また、1995年にはハバロフスク地方と友好提携関係を結んだ青森県の青森空港からの定期航空路が開設され、夏季に運航されていた。なお、新潟線・青森線共に、ハバロフスクが本社のダリアビア航空が運航していたが、2008年の同航空の破綻に伴いウラジオストク航空によって新潟線が継承された。東京とは2010年よりウラジオストク航空によって成田国際空港線が定期チャーター便として運航している。このように、現在では日本との交流が盛んで、各大学では日本語教育が行われ、日本語学習者も多いことで知られている。日本へ留学する人も少なくない。
しかしながら、ここ数年の日露間の外交関係の悪化などを契機に、近年ではその活発な交流に陰りも見せ始めており、航空路線も青森や新潟からは撤退もしくは運休したままである。2009年に就航した新千歳空港を結ぶ路線も短期間で撤退した。その後、唯一成田空港との路線が継続して運航中であったが、2011年冬ダイヤでは運休し、ハバロフスクと日本を結ぶ直行便が1973年以来初めて消滅した。しかし、2012年にはS7航空の成田空港への直行便が就航した。
2003年1月には、当時の小泉純一郎首相が、ロシア公式訪問の一環として日本の総理大臣としては初めてハバロフスクを訪問した。
2004年には、ハバロフスクが本拠地のロシアアイスホッケートップリーグチーム、「アムール」のリザーブチームがゴールデンアムールとしてアイスホッケー・アジアリーグに参加し、日本・韓国・中国の各チームとホームアンドアウェー方式で試合を行っていたが、2005年にはチームが解散した。

## 姉妹都市
- 新潟市、日本 1965年[11]
- ポートランド、アメリカ合衆国 1988年
- ビクトリア、カナダ 1990年
- ハルビン市、中華人民共和国 1993年
- 富川市、大韓民国 2002年
- 三亜市、中華人民共和国 2011年
- 清津市、朝鮮民主主義人民共和国 2011年